# Dasylophia tripartita
Dasylophia tripartita är en fjärilsart som beskrevs av Walker. Dasylophia tripartita ingår i släktet Dasylophia och familjen tandspinnare. Inga underarter finns listade i Catalogue of Life.